# سیلودوسین
سیلودوسین (انگلیسی: Silodosin) دارویی برای درمان علامتی هیپرپلازی خوش‌خیم پروستات (BPH) است. این دارو به عنوان یک آنتاگونیست گیرنده α۱-آدرنرژیک با نور انتخابی بالا (انتخابی برای پروستات) عمل می‌کند.

## کاربرد پزشکی
سیلودوسین برای درمان BPH در مردان بالغ استفاده می‌شود.

## موارد منع مصرف
طبق برچسب‌های اروپایی، سیلودوسین به جز حساسیت بیش از حد شناخته شده هیچ منع مصرفی ندارد. منبع دیگر احتباس مکرر ادرار، عفونت‌های مکرر ادرار، ماکروهماتوری کنترل‌نشده، سنگ‌های مثانه، هیدرونفروز، ترکیب با سایر آنتاگونیست‌های α۱ یا آگونیست‌های دوپامین، و نارسایی شدید کلیوی یا کبدی را به عنوان موارد منع مصرف نام می‌برد. طبق گفته FDA، سیلودوسین با پکسلووید، دارویی که در درمان کووید-۱۹ استفاده می‌شود، منع مصرف دارد.

## عوارض جانبی
شایع‌ترین اثر نامطلوب، از دست دادن انتشار سمینال است. به نظر می‌رسد این امر به دلیل انتخاب بالای سیلودوسین برای گیرنده‌های α1A باشد.
سایر عوارض جانبی رایج (در بیش از ۱٪ بیماران) سرگیجه، افت فشار خون ارتواستاتیک، اسهال، و گرفتگی بینی است. تاکی‌کاردی (ضربان قلب سریع)، خشکی دهان، حالت تهوع، واکنش‌های پوستی و اختلال نعوظ کمتر رایج است (۰٫۱ تا ۱٪). واکنش‌های حساسیت در کمتر از ۰٫۰۱ درصد بیماران رخ می‌دهد. گزارش‌هایی درباره سندرم عنبیه فلاپی حین عمل در حین استخراج آب مروارید وجود دارد. این عوارض جانبی مشابه سایر آنتاگونیست‌های α۱ است.

## تداخلات
ترکیب سیلودوسین با مهارکننده‌های قوی آنزیم کبدی CYP3A4، مانند کتوکونازول، به طور قابل‌توجهی غلظت آن را در پلاسمای خون و ناحیه زیر منحنی آن (AUC) افزایش می‌دهد. مهارکننده‌های کم‌توان CYP3A4 مانند دیلتیازم تأثیر کمتری بر این پارامترها دارند، که از نظر بالینی قابل توجه نیست. مهارکننده‌ها و القاکننده‌های آنزیم UGT2B7، الکل دهیدروژنازها، و آلدئید دهیدروژنازها، و همچنین ناقل P-گلیکوپروتئین (P-gp) نیز ممکن است بر غلظت سیلودوسین در بدن تأثیر بگذارند. دیگوکسین، که توسط P-gp منتقل می‌شود، تحت تاثیر سیلودوسین قرار نمی‌گیرد. این بدان معنی است که سیلودوسین به طور قابل توجهی P-gp را مهار یا القا نمی‌کند.
هیچ تداخل مرتبطی با داروهای ضد فشار خون یا مهارکننده‌های PDE5 در مطالعات یافت نشد. اگرچه ترکیب با سایر آنتاگونیست‌های α۱ به خوبی مورد مطالعه قرار نگرفته‌است.

## فارماکولوژی

### مکانیسم عمل
سیلودوسین میل ترکیبی بالایی با گیرنده آدرنرژیک α1A در پروستات، مثانه و مجرای ادراری پروستات دارد. با این مکانیسم، عضله صاف این اندام‌ها را شل می‌کند، جریان ادرار و سایر علائم BPH را کاهش می‌دهد.

### فارماکوکینتیک
فراهمی زیستی مطلق پس از مصرف خوراکی ۳۲٪ است. غذا تاثیر کمی بر AUC دارد. هنگامی که در جریان خون است، ۹۶٫۶٪ از این ماده به پروتئین‌های پلاسمای خون متصل می‌شود. متابولیت اصلی آن سیلودوسین گلوکورونید است که گیرنده α1A را با ۱/۸ میل ترکیبی ماده اصلی مهار می‌کند. ۹۱ درصد گلوکورونید به پروتئین‌های پلاسما متصل می‌شود. آنزیمی که عمدتاً مسئول تشکیل گلوکورونید است UGT2B7 است. سایر آنزیم‌های دخیل در متابولیسم الکل دهیدروژنازها، آلدهید دهیدروژنازها و CYP3A4 هستند.
سیلودوسین تقریباً به طور کامل به شکل متابولیت‌ها دفع می‌شود. ۳۳٫۵ درصد از طریق ادرار و ۵۴٫۹ درصد از طریق مدفوع. نیمه عمر بیولوژیکی سیلودوسین به طور میانگین ۱۱ ساعت و گلوکورونید ۱۸ ساعت یا ۲۴ ساعت است.